# Антилоповый заяц

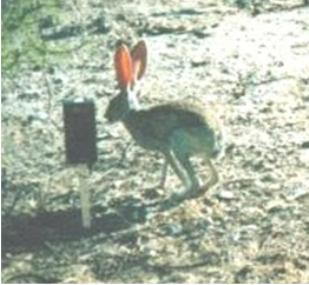
Насыщенные кровеносными сосудами ушные раковины антилопового зайца просвечивают на солнце

Антилоповый заяц (лат. Lepus alleni) — один из североамериканских видов рода Lepus, зайцы. Латинское название дано в честь Джоэля Асафа Аллена (Joel Asaph Allen), куратора отдела млекопитающих и птиц в Американском музее естественной истории в Нью-Йорке.

## Распространение
Ареал антилопового зайца охватывает штат Аризона в США и штаты Чиуауа, Наярит, Синалоа и Сонора в Мексике.

## Местообитания
Антилоповый заяц населяет различные места обитания. Он может быть обнаружен в травянистых биотопах как в холмистой местности так и на равнинах. Они также обитают в пустынях на юго-западе. Эти зайцы не составляют редкости в пригородах, где они очень хорошо приспособились к антропогенным нарушениям их местообитаний.

## Морфологические признаки
Длина тела варьирует от 45 до 60 см. Хвост от 3 до 10 см в длину. Длина передних конечностей 10 до 20 см, тогда как задние составляют 20 до 30 см в длину. Уши антилопового зайца до 20,3 см. Они используют ушные раковины не только для слуха, но также и для понижения и регулирования температуры тела при высоких температурах среды, в которой они существуют. Антилоповые зайцы более активны в вечернее время, когда раскалённая поверхность земли начинает остывать.

## Таксономия
Описаны два подвида этого зайца:
- Lepus alleni alleni
- Lepus alleni tiburonensis